# Hahncappsia autocratoralis
Hahncappsia autocratoralis is een vlinder uit de familie van de grasmotten (Crambidae), uit de onderfamilie van de Pyraustinae. De wetenschappelijke naam van deze soort is voor het eerst voorgesteld als Loxostege autocratoralis door Harrison Gray Dyar Jr. in een publicatie uit 1912.
De soort komt voor in Mexico (Cuernavaca).